# Mathias Rauchmiller
 Mathias Rauchmiller (aussi transcrit Matthias Rauchmüller) est un artisan sculpteur, ivoirier, peintre et architecte allemand du XVIIe siècle.
Il est formé auprès de l’atelier familial des Schenck à Constance et s’installe à Vienne (Autriche) à partir de 1676.
Il est connu principalement pour ses œuvres d’art sacré baroque mais aussi des oeuvres en ivoires. Il est le sculpteur de la tombe of Charles-Henri de Metternich-Winnebourg.